# Beroe culcullus
Beroe culcullus är en kammanetart som beskrevs av Martens 1829. Beroe culcullus ingår i släktet Beroe, och familjen Beroidae. Inga underarter finns listade i Catalogue of Life.